# Galerie des Lasiocampidae

## Eriogaster

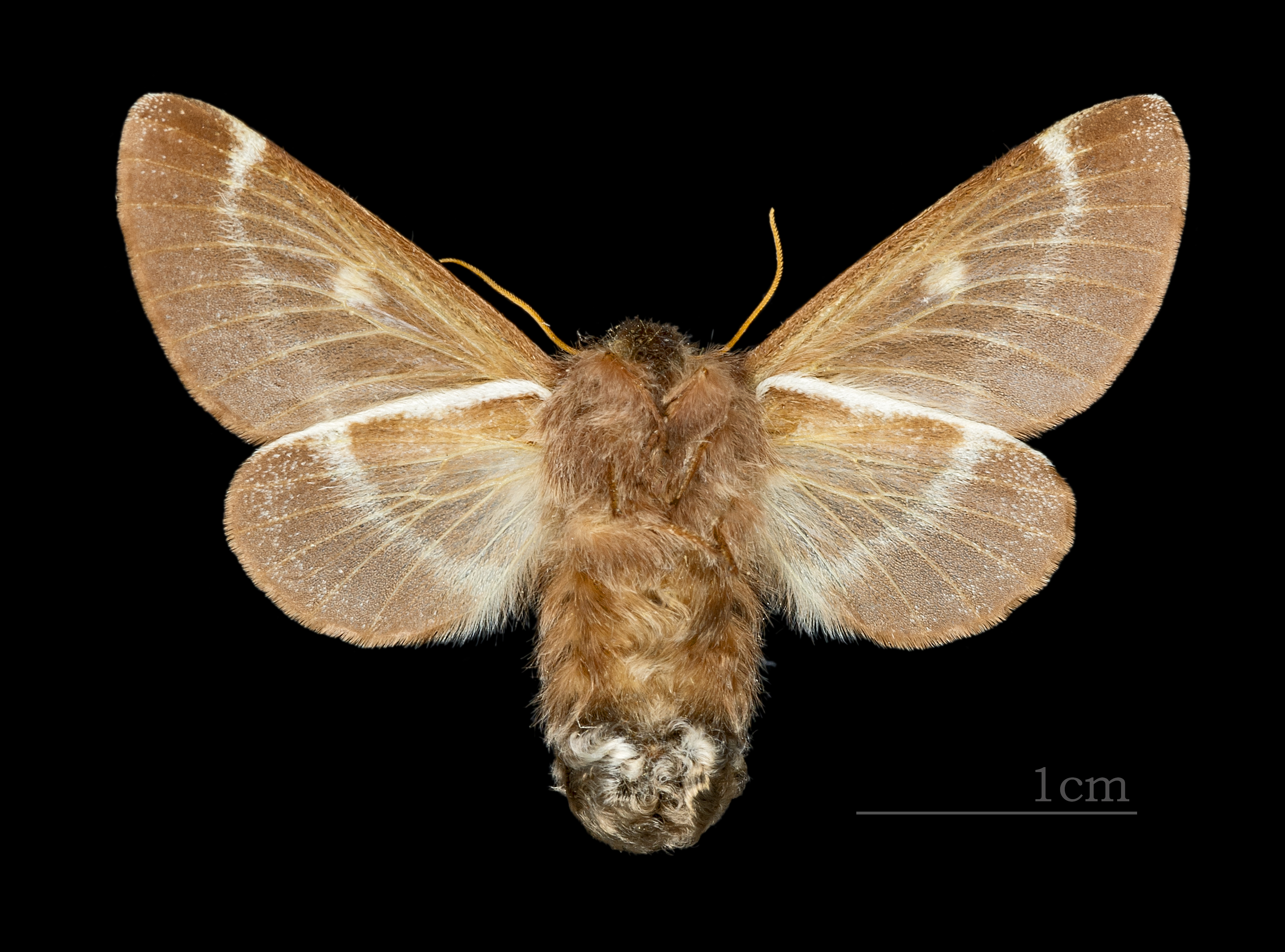
Eriogaster lanestris Imago
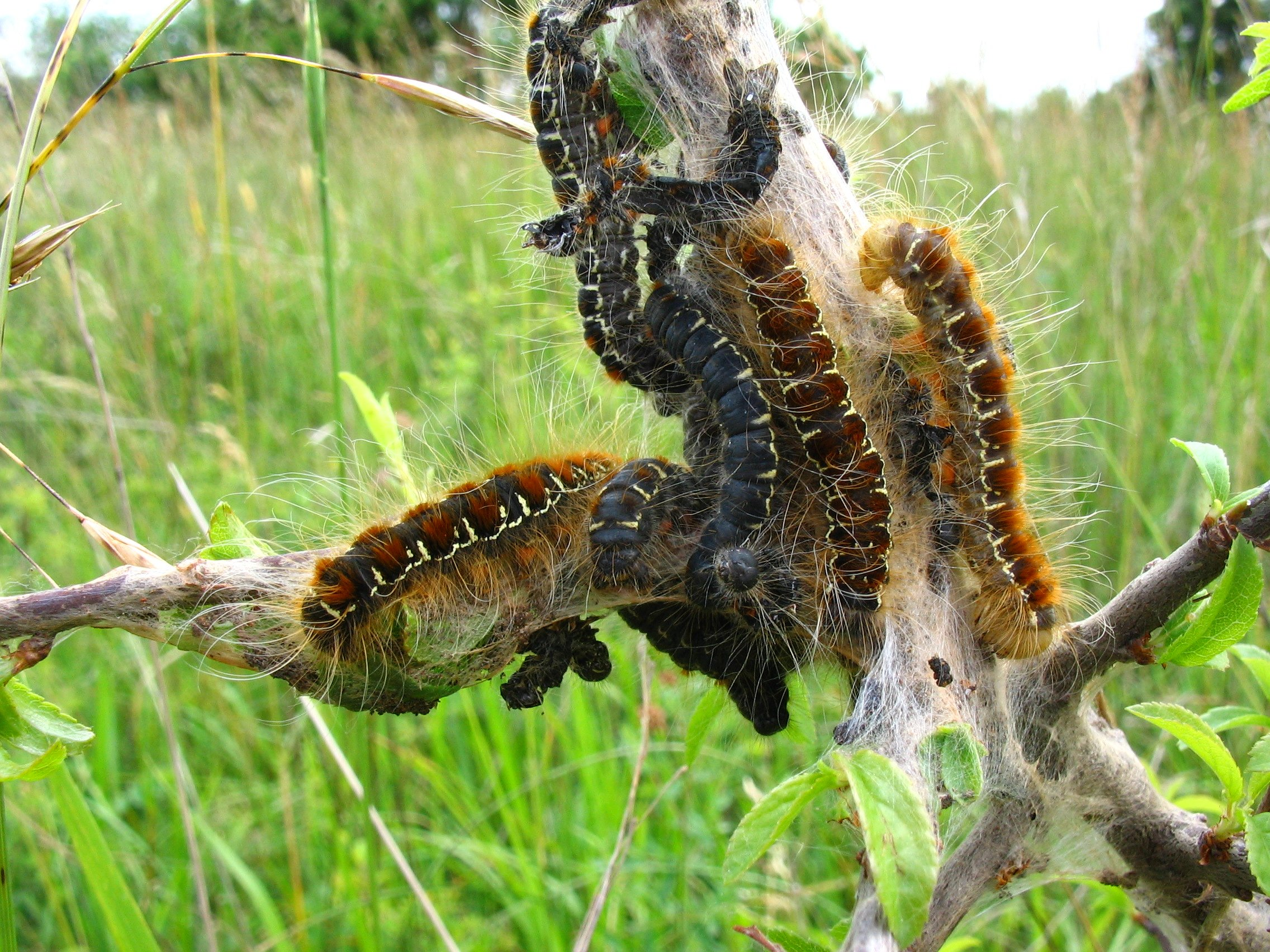
Eriogaster (Eriogaster) lanestris Chenille

## Euthrix

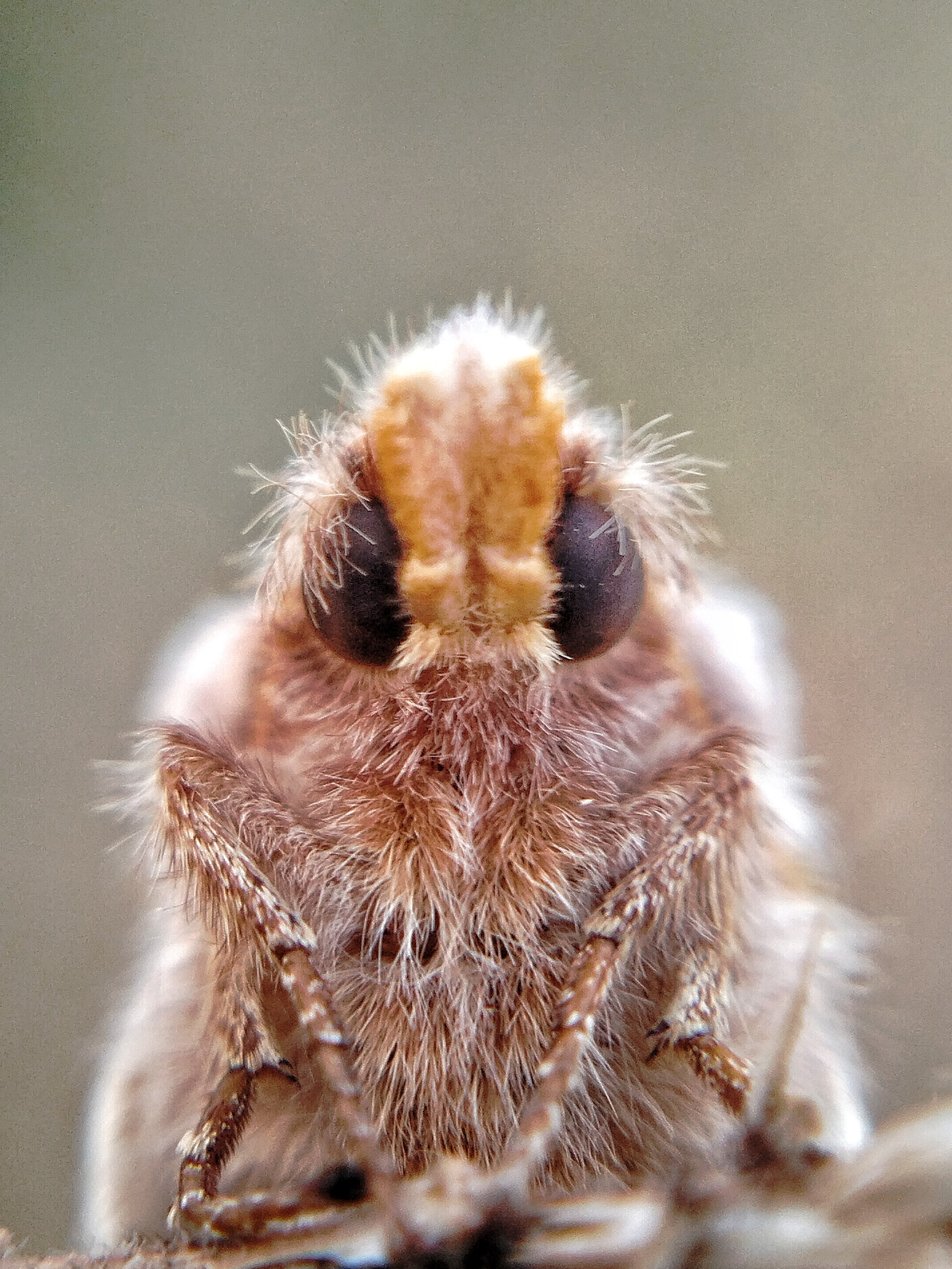
Euthrix potatoria (Linnaeus, 1758) mâle

## Gastropacha

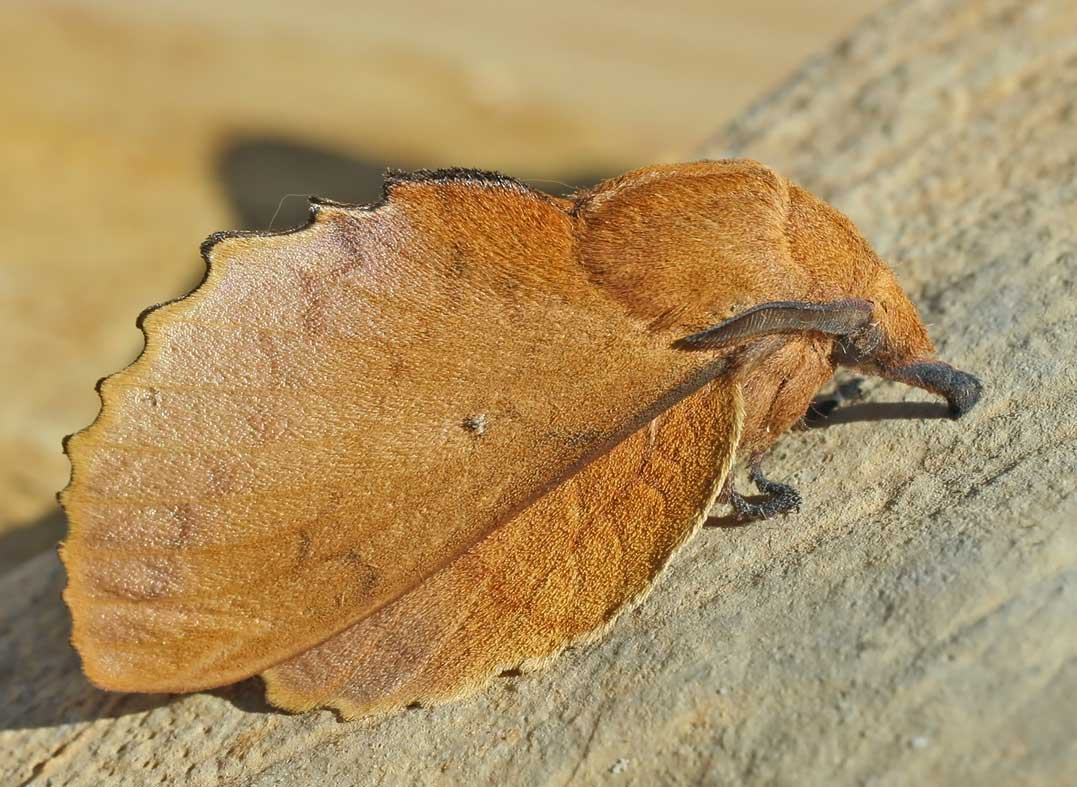
Gastropacha (Gastropacha) quercifolia (Linnaeus, 1758)

## Lasiocampa

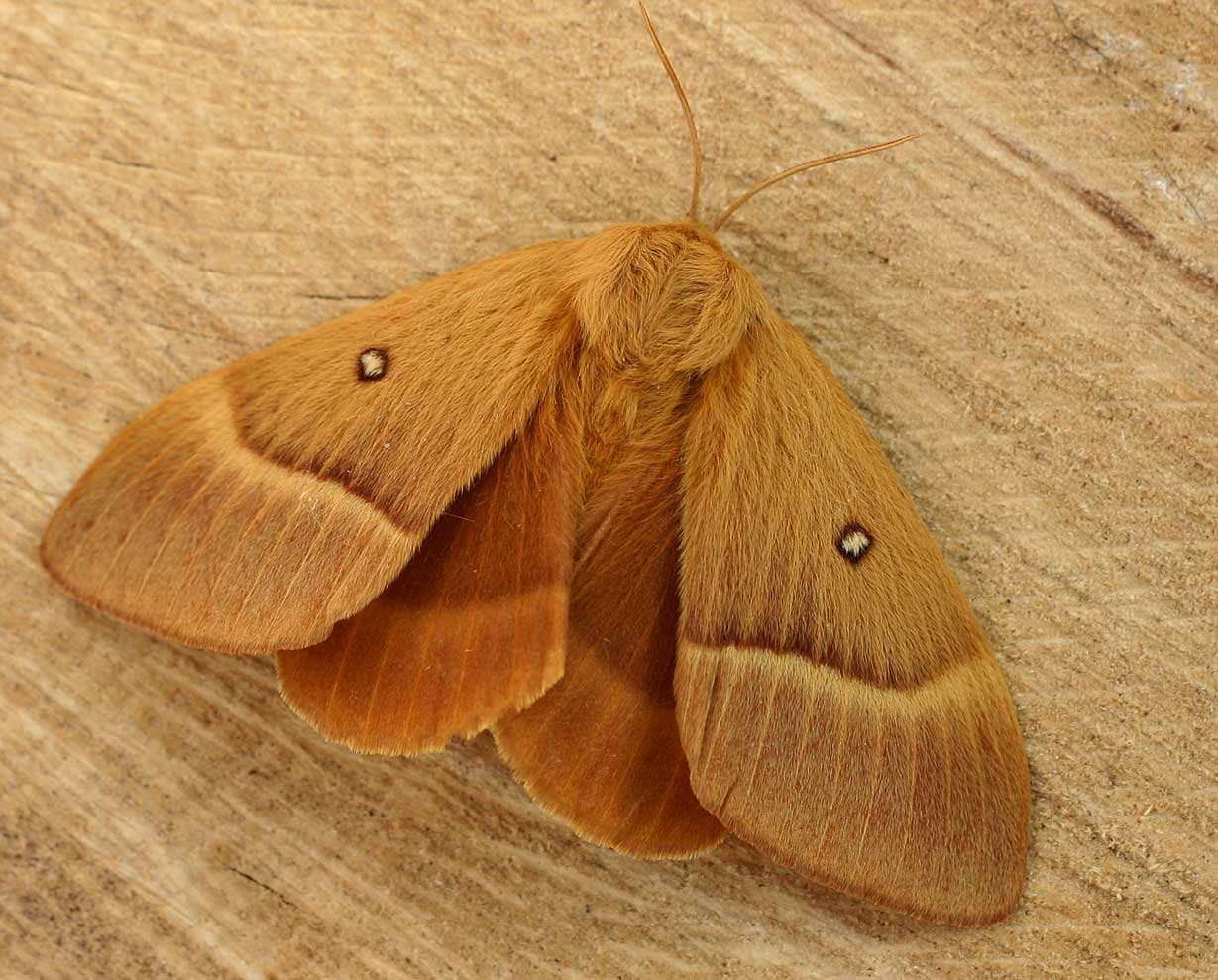
Lasiocampa (Lasiocampa) quercus

## Macrothylacia

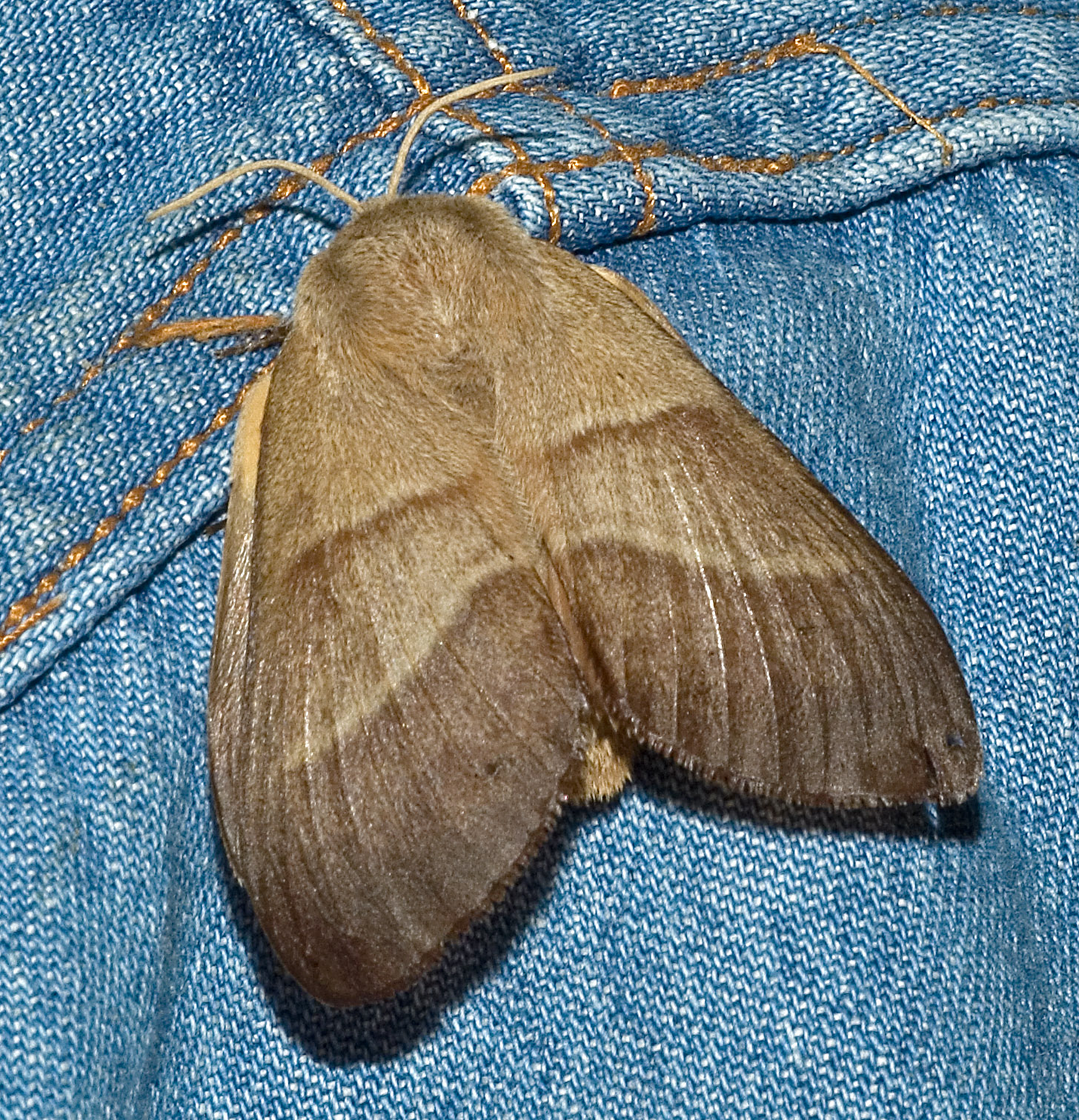
Macrothylacia rubi

## Malacosoma

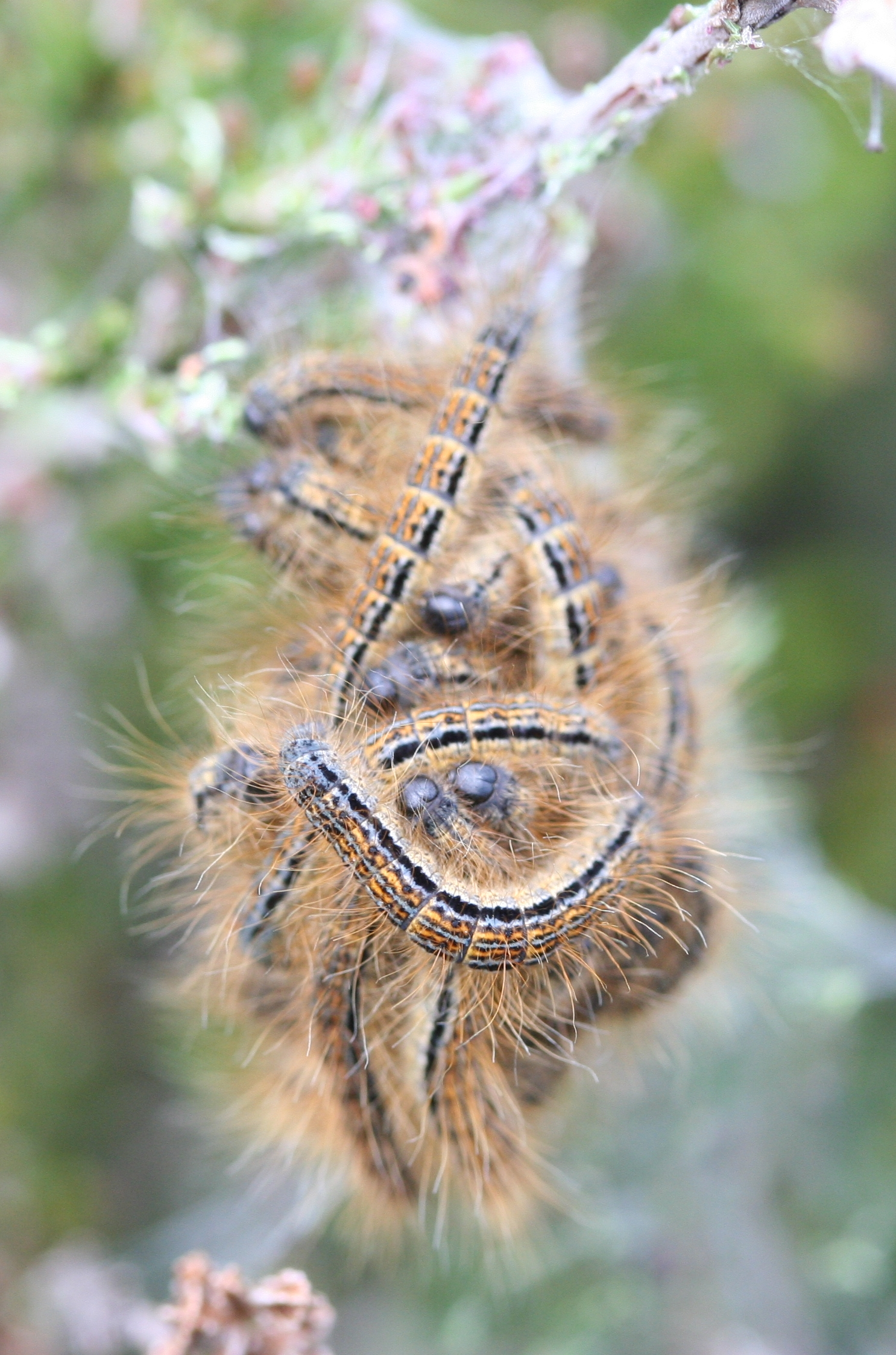
Malacosoma (Clisiocampa) castrense
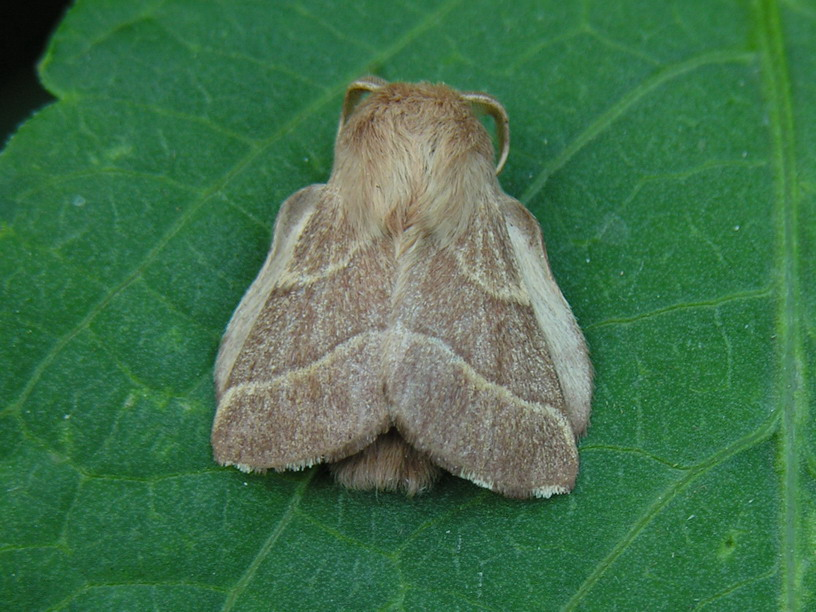
Malacosoma (Clisiocampa) neustria

## Poecilocampa

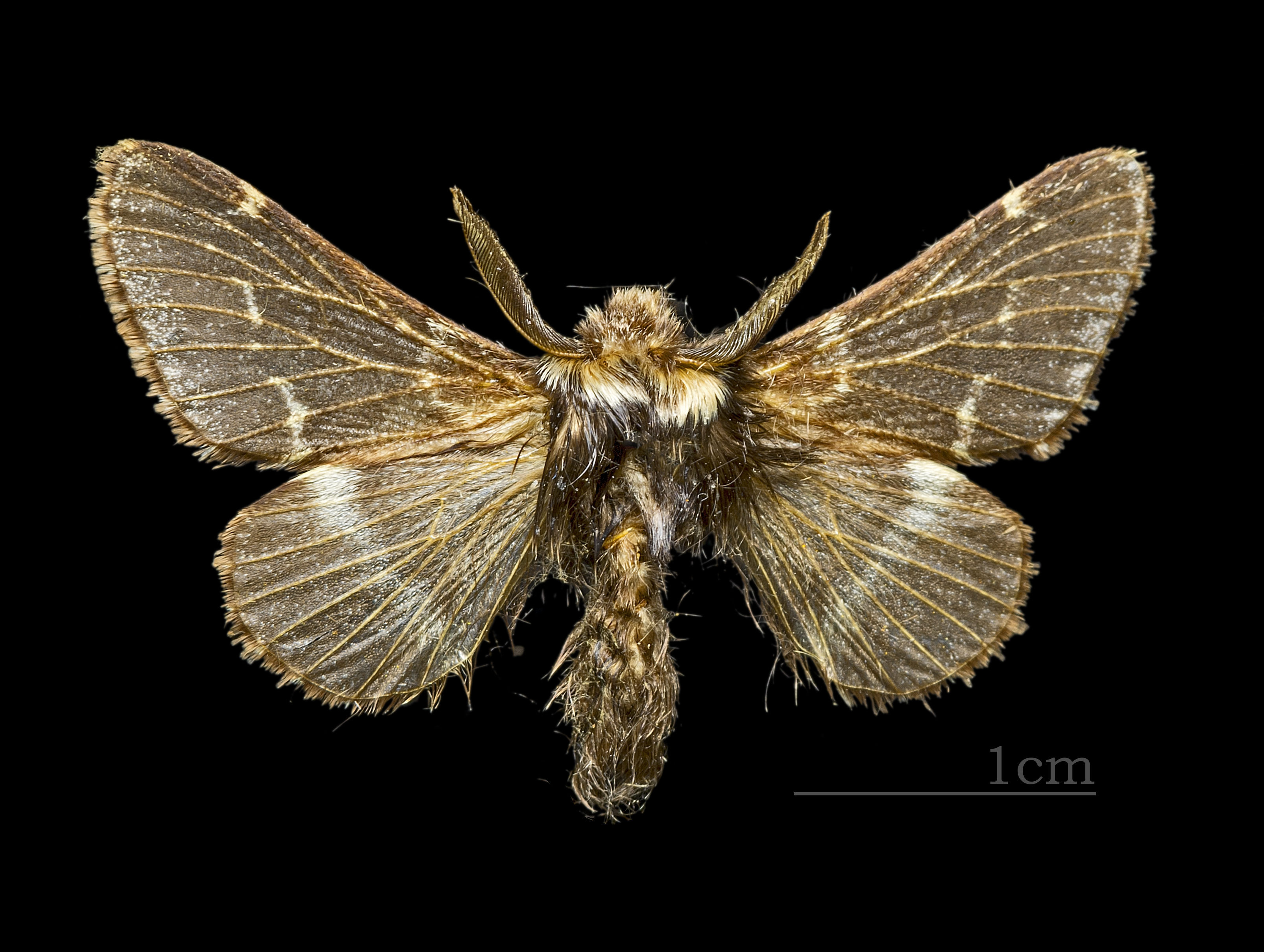
Poecilocampa populi